# Elisabeth Åsbrink
(Elisabeth Åsbrink, 1947)
Elisabeth Katherine Åsbrink, nota come Elisabeth Åsbrink (Göteborg, 29 aprile 1965), è una scrittrice e giornalista svedese.
Nel 2011 ha vinto il premio svedese August con il suo libro Och i Wienerwald står träden kvar (trad.: E nel Wienerwald ci sono ancora gli alberi), insignito nel 2014 anche del prestigioso premio polacco Ryszard Kapuściński come miglior reportage letterario.
Nel 2018 è stato tradotto in italiano per i tipi di Iperborea il saggio 1947.

## Biografia
Nata a Göteborg nel 1965, Elisabeth  Åsbrink ha lavorato per diversi anni come reporter per la televisione di stato svedese Sveriges Television (SVT) e come giornalista investigativa per il programma televisivo Uppdrag Granskning. Come editorialista e critica letteraria collabora, tra gli altri, al quotidiano svedese Dagens Nyheter e al settimanale danese Weekend Avisen.
Il suo primo libro, Smärtpunkten - Lars Norén, pjäsen Sju tre och morden i Malexander (trad.: Punto dolente - Lars Norén, la piéce 7:3 e gli omicidi di Malexander), pubblicato nel 2009, ha ricevuto la nomina per l'Augustpriset.
Nel 2010 Elisabeth Åsbrink ha ricevuto la borsa di studio Jarl Alfredius per il suo "approccio etico" al giornalismo.
Nel 2013 ha pubblicato Och i Wienerwald står träden (trad.: E nel Wienerwald ci sono ancora gli alberi), che ha ricevuto nel 2013 l'Augustpriset e il Dansk-svensk kulturfonds kulturpris, e nel 2014 il Premio polacco Ryszard-Kapuściński per il miglior reportage letterario.
Nel 2016 ha pubblicato l'opera 1947, nominata in quello stesso anno per l'Augustpriset e insignita l'anno successivo del Letterstedska Författar dall'Accademia reale svedese delle scienze.
Nel 2017-2018 è stata presidente del PEN svedese. Åsbrink vive e lavora a Stoccolma e Copenaghen. 

### Smärtpunkten(2009)
Smärtpunkten - Lars Norén, pjäsen Sju tre och morden i Malexander (trad.: Punto dolente - Lars Norén, la piéce 7:3 e gli omicidi di Malexander), pubblicato nel 2009, è incentrato su uno dei progetti teatrali più dibattuti in Svezia - 7:3, del drammaturgo Lars Norén -  collegato a uno dei più noti crimini avvenuti nel 1999: il brutale omicidio di due agenti della polizia a Malexander, durante l'inseguimento dei rapinatori di una banca. Si sarebbe in seguito scoperto che gli autori, poi arrestati, appartenevano a una frangia neo-nazista che programmava le rapine per autofinanziarsi. Essi avevano lavorato in un progetto teatrale con Lars Norén, e nel 2010 avrebbero anche partecipato, fra mille polemiche, ad una sua rappresentazione, grazie a un permesso richiesto alla prigione di Österåker.

### Och i Wienerwald står träden(2011)
Nell'agosto 2011 Elisabeth Åsbrink pubblica il libro Och i Wienerwald står träden kvar (trad.: E nel Wienerwald ci sono ancora gli alberi), basato su oltre 500 lettere scritte da Elise e Joseph, genitori del tredicenne ebreo austriaco Otto Ullmann (1925-2005), che nel 1939 riuscì a riparare in Svezia, salvandosi dalla persecuzione nazista, grazie alla Missione svedese per Israele a Vienna che organizzava trasporti di bambini. In Svezia Otto trovò lavoro come bracciante presso l'azienda agricola della famiglia Kamprad ad Agunnaryd, nella provincia di Småland, e divenne amico intimo di Ingvar, attivista fascista figlio del proprietario. Il libro racconta di questa strana amicizia fra un rifugiato ebreo e un membro del partito fascista svedese, ma anche descrive l'antisemitismo diffuso nella società svedese del tempo, il rapporto con i rifugiati ebrei e il dramma delle famiglie distrutte dalla guerra e dalle politiche di asilo.
Le lettere pubblicate, le ultime delle quali spedite dal campo di concentramento di Terezin, dove i genitori di Otto morirono nel 1944, vennero messe a disposizione di Åsbrink, di origine ebraica, da una figlia di Ullmann dopo la sua scomparsa. Le lettere sono integrate da estratti storici di giornali, interviste e documenti, spostando il punto di vista dalla singola famiglia perseguitata a un sistema di terrore capillare e in evoluzione. Il libro ricevette molta attenzione da parte del pubblico perché portò alla luce, attraverso fonti inedite, i trascorsi nazisti di Ingvar Kamprad, futuro fondatore dell'Ikea, a quel tempo attivista hitleriano e grande sostenitore del politico di estrema destra Per Engdahl, a capo negli anni Trenta e Quaranta del partito fascista svedese Sveriges Fascistiska Kamporganisation, SFKO. Le rivelazioni verranno poi confermate da un'intervista a Kamprad condotta dalla stessa autrice e pubblicata nel libro, nella quale il proprietario del colosso svedese dichiarerà la sua imperitura fedeltà a Engdahl.
Nel 2013 il libro è stato insignito dell'Augustpriset, del Dansk-svensk kulturfonds kulturpris, e nel 2014, del Premio polacco Ryszard-Kapuściński per il miglior reportage letterario.

### Drammaturgia
Nel 2012 Elisabeth ha debuttato come drammaturga con lo spettacolo Räls (trad. Rotaie), basato sul verbale di uno degli incontri nazisti convocati da Hermann Göhring nel 1938, che ha posto le basi per l'Olocausto, e sulle lettere autentiche inviate dai genitori ebrei ai loro figli rifugiati, utilizzate in parte nel libro Och i Wienerwald står träden kvar (trad.: E nel Wienerwald ci sono ancora gli alberi). Ha prodotto successivamente le commedie Pojken och Det Sjungande Trädet, che ha per protagonisti i pittori Isaac Grundewald, Sigrid Hjerten e il loro figlio Isaac, e Dr Alzheimer.

### 1947
Come affermato dalla scrittrice in un'intervista, il progetto iniziale del libro era quello di scrivere una biografia del leader fascista svedese Per Engdahl, approfondendo le tracce indicate nel libro Extremhögern (1991, trad. Estremismo di destra) di Stieg Larsson e Anna-Lena Lodenius. Durante la sua ricerca negli archivi il progetto però cambiò forma, perché l'interrogativo che le si pose divenne più ampio: quello di indagare sulle vicende accadute dopo la fine del secondo dopoguerra, in un anno ritenuto cruciale per i futuri sviluppi dello scenario internazionale: il 1947.
Nel saggio Åsbrink racconta in prima persona e sotto forma di diario le vicende di un anno, scandite mese per mese, incrociando vicende collettive e personali, eventi cruciali e altri comuni e secondari, accaduti in diverse zone del mondo: dall'emigrazione degli ebrei in Palestina e la contemporanea fuga dei nazisti verso l'America Latina, all'inizio della Guerra Fredda e la proclamazione dell'indipendenza dell'India; dalla Dichiarazione universale dei diritti umani e l'apparizione di UFO in Oregon, alle creazioni dello stilista Christian Dior e alla scelta esistenziale, che segnerà anche il destino della scrittrice, che dovrà compiere il padre, Joszéf Åsbrink, orfano ungherese: restare a Budapest o andare in Palestina.

## Opere
- 2009. Smärtpunkten: Lars Norén, pjäsen Sju tre och morden i Malexander. Stockholm: Natur & Kultur
- 2010. Bläck: tatueringar, hud, minnen. Tillsammans med fotograf Björn Abelin. Stockholm: Natur & Kultur
- 2011. Och i Wienerwald står träden kvar (Trad. E nel Wienerwald ci sono ancora gli alberi). Stockholm: Natur & Kultur
- 2015. Anna Odell. Stockholm: Orosdi-Back 2015, i serien Svenska illustratörer och konstnärer.
- 2016. 1947. Här börjar nu Stockholm: Natur & Kultur

1947, traduzione di Alessandro Borini, Milano, Iperborea, 2018, ISBN 9788870914924
- 2018. Orden som formade Sverige. Stockholm: Natur & Kultur
- 2022. Il mio grande, bellissimo odio. (Mitt stora vackra hat). Una biografia di Victoria Benedictsson. Milano, Iperborea, traduzione di Katia De Marco.

## Premi
- 2010. Borsa di studio Jarl Alfredius
- 2011. Augustpriset per Och i Wienerwald står träden kvar  (trad.: E nel Wienerwald ci sono ancora gli alberi)
- 2013. Premio Cultura danese-svedese per Och i Wienerwald står träden kvar  (trad.: E nel Wienerwald ci sono ancora gli alberi)
- 2014. Ryszard Kapuscinski Prize per il reportage letterario Och i Wienerwald står träden kvar  (trad.: E nel Wienerwald ci sono ancora gli alberi)
- 2017. Freedom Pen (Fondazione Torgny Segerstedts)